# Jan Juc
Jan Juc é uma subúrbio da cidade de Torquay no estado de Vitória na Austrália. Em 2016 tinha uma população de 3.683 habitantes.